# 園部孝
園部 孝（そのべ たかし、1940年11月21日 - 2003年10月28日）は、日本の経営者。三菱自動車工業社長、会長を務めた。愛知県出身。

## 経歴・人物
1964年に慶應義塾大学経済学部を卒業し、同年に三菱重工業に入社。海外勤務を経て、1999年6月に三菱自動車工業常務に就任し、副社長を経て、2000年11月に社長に就任。社長在任時には、ダイムラークライスラーとの資本提携交渉に携わり、経営再建計画であるターンアラウンド計画を推進し、会社の立て直しに尽力した。2002年からは会長を務めた。
2003年10月28日急性心不全のために死去。62歳没。